# Bondi Junction, New South Wales
Bondi Junction este o suburbie în estul orașului Sydney, Australia. Suburbia este un centru important comercial, printre cel mai bogat și dezvoltat din Sydney, conținând noul centru comercial Westfield Bondi, cel mai mare din emisfera sudiă. Următoarea suburbie spre est este Bondi Beach, care conține faimoasa plaje Bondi.